# Sigrun Kotschwar
Sigrun Kotschwar, coniugata Koch (17 settembre 1949), è un'ex cestista tedesca.

## Carriera
Con la Germania Est ha disputato i Campionati europei del 1972, segnando 16 punti in 3 partite.